# Park Kyeong-hun
Park Kyeong-hun (kor. 박경훈; * 19. Januar 1961) ist ein ehemaliger südkoreanischer Fußballspieler, der zuletzt beim FC Yeading spielte. Er stand zuletzt bei Seongnam FC als Trainer unter Vertrag. Er führte während seiner Zeit in Jeju den Verein zur Vizemeisterschaft.

## Karriere als Spieler

### Jugendzeit
Park Kyeong-hun war von 1977 bis 1980 an der Cheonggu High School gewesen. 1980 fing er sein Studium an der Hanyang-Universität an und wurde schon während seiner Ausbildungszeit in die Nationalmannschaft berufen. Nach seiner Ausbildungszeit unterschrieb er seinen ersten Vertrag bei den Pohang Steelers.

### Fußball-Karriere in Südkorea
Park Kyeong-hun spielte acht Jahre lang ununterbrochen für die Pohang Steelers. In seiner ersten Saison konnte der Verein kein Playoff erreichen, der sie für die Meisterschaftsspiele qualifiziert hätte. 1985 verpassten sie mit zwei Punkten die Meisterschaft und mussten sich mit den zweiten Platz am Ende der Saison begnügen. 1986 konnte der Verein die Meisterschaftsspiele erreichen und dort gewannen sie im Finale gegen Lucky-Goldstar Hwangso die Meisterschaft. In der darauffolgenden Saison wurde der Verein abermals Vizemeister. 1988 konnte der Verein wieder die Meisterschaft feiern. 1989 wurde der Verein mit ihm nur Viertplatzierter. 1990 erreichte er mit seinem Verein nur den dritten Platz. In der darauffolgenden Saison konnten sie abermals nur Dritter werden. 1992 konnte der Verein mit ihm zum dritten Mal die Meisterschaft feiern. Ende des Jahres verließ er allerdings den Verein in Richtung England. Er absolvierte für den Verein 124 Spiele und erzielte dabei vier Tore. Von 1993 bis 1994 spielte er für den Verein FC Yeading. In seinen letzten beiden Jahren als Spieler absolvierte er 27 Spiele und erzielte dabei zwei Tore. Am Ende der Saison kündigte er sein Karriereende an.

## Karriere in der Nationalmannschaft
Park Kyeong-hun wurde schon während seiner Zeit auf der Hanyang-Universität in die Nationalmannschaft berufen. 1988 wurde er in die U-23-Nationalmannschaft berufen, absolvierte dort aber keine Spiele. Mit der Nationalmannschaft konnte er die Asienspiele 1986 in Südkorea mit der Goldmedaille gewinnen. 1990 gewann er mit der Nationalmannschaft die Bronzemedaille. Ende 1990 trat er aus der Nationalmannschaft zurück.

## Karriere als Trainer
1995 wurde er bei den Jeonnam Dragons als neuer Co-Trainer vorgestellt. Er blieb dort allerdings nur bis 1996. Im selben Jahr wurde er als Trainer der Jugendmannschaft der Cheonggu High School vorgestellt. Er blieb dort vier Jahre bis zum Jahr 2000. 2000 ging er zu den Busan ICons und wurde dort Co-Trainer. Bis 2002 blieb er dort, ehe er Anfang 2003 Co-Trainer der Südkoreanischen U-23 Nationalmannschaft wurde. 2004 wechselte er zur U-17 Nationalmannschaft und wurde dort Trainer. Bis 2007 war er dort angestellt, ehe er entlassen wurde. Drei Jahre später unterschrieb er bei Jeju United einen Vertrag als Trainer. 2010 erreichte er überraschend mit Jeju United die Vizemeisterschaft. 2014 musste er allerdings seinen Posten räumen. 2016 wurde er von Seongnam FC als Scout angestellt. Nach dem Abstieg des Vereins kündigte der Verein an, ihn als neuen Trainer für die Saison 2017 eingestellt zu haben.

## Erfolge
- 3× K-League-Meister 1986, 1988, 1992
- Goldmedaille bei den Asienspiele 1986
- Bronzemedaille bei den Asienspiele 1990